# ويري إفروي
ويري إفروي (بالفرنسية: Wierre-Effroy)‏ هي بلدية تقع في إقليم باد كاليه من منطقة نور با دو كاليه في شمال فرنسا. تبلغ مساحة هذه المدينة 18.91 (كم²)، وترتفع عن سطح البحر 136 م، يبلغ عدد سكانها 794 نسمة حسب إحصاء المعهد الوطني للإحصاء والدراسات الاقتصادية سنة 2009 م. وترأس Jean-Pierre Louvet البلدية خلال فترة (2008-2014).